# Ceefax

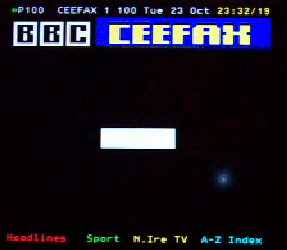
Ceefax停止服务前的最后画面。

Ceefax是英国广播公司（BBC）昔日运营的一项图文电视服务，1974年9月23日开始运营，2012年10月23日停止服务。

## 简介
Ceefax的名称源自英文“see facts”（看见事实），是世界上第一个投入商用的图文电视系统。1972年10月，BBC首次公布了Ceefax系统，并且进行了两年的测试，1974年9月23日正式投入使用；与此同时，英国独立广播局（IBA）也研发了一套名为ORACLE的图文电视系统，与Ceefax互不兼容。最终在1976年9月，两套系统进行了整合，成为欧洲图文电视标准World System Teletext的前身。尽管如此，BBC和IBA仍分别以Ceefax和ORACLE命名自家的图文电视服务。
Ceefax每一个屏幕上可显示最多24行，每一行最多可显示40个字符，也可以显示由点阵组成的简单图片，内容涵盖了新闻、天气、赛事比分和财经消息。在互联网普及之前，Ceefax成为英国电视观众及时获取资讯的途径之一。另外，1980年起，Ceefax的内容也开始在BBC电视频道中播出，用来填补白天时段的节目空档；这个节目几经易名，最终更名为《来自Ceefax的页面》（Pages from Ceefax）。1997年11月9日，由于实现24小时播出，BBC1不再播出Ceefax信息；BBC2的Ceefax继续在深夜播出，直至Ceefax停止服务。
随着英国电视的数字化，Ceefax也逐渐被“BBC红键”取代。英国时间2012年10月23日23:32:19，北爱尔兰关闭模拟电视信号，标志着英国模拟电视走入历史，Ceefax也彻底停止服务。正式关闭前，Ceefax播出了一组告别信息，最后在模仿显像管电视机关机的动画中结束了38年的广播。

## 发展历史

### 早期的机电系统
在 1960 年代后期，BBC 设计部（电视集团）的工程师 Geoff Larkby 和 Barry Pyatt 致力于研究一种实验性模拟文本传输系统。它的目标是在正常电视传输的夜间“关闭”期间传输可打印的文本页面。时任 BBC 总干事的休·卡尔顿·格林爵士 （Sir Hugh Carleton Greene） 对通过休眠的电视发射机将农业和股票市场价格作为硬拷贝提供感兴趣。

### 全电子版
1972年10月以数字和屏幕形式，以 CEEFAX 的新名称,宣布新系统，并在 1972-74 年试传输之后，Ceefax 系统于 1974 年 9月23 日上线，其中包含 30 页的信息。1970 年代初，飞利浦 VDU 首席设计师 John Adams 在英国创建，他的设计被交给 BBC，以便他们可以开始传输。BBC 正在研究为聋人提供电视字幕的方法，它是世界上第一个图文电视系统。当时的 BBC 工程总监詹姆斯·雷德蒙德 （James Redmond） 特别热衷于此。其他广播公司很快接受了这个想法，包括独立广播管理局 （IBA），他们几乎在同一时间开发了不兼容的 ORACLE 图文电视系统。在 Internet 和万维网流行之前，Ceefax 页面通常是第一个报道突发新闻或标题的位置。
经过技术谈判，两家广播公司于 1974 年确定了一条标准，该标准不同于 Ceefax 和 ORACLE，最终发展成为世界系统图文电视（1976 年），并一直用于模拟广播直到 2012 年。Prestel 系统还采用了 24 行 x 40 列字符的显示格式。
该技术成为标准的欧洲图文电视系统，并取代了其他标准，包括以前在法国使用的 Antiope 系统。

## 关闭
直到 2012 年，BBC 的 Ceefax 服务仍在提供有关新闻、体育、天气、电视节目表和企业等主题的信息。这些页面一直保持最新状态，直到 2012 年 10 月 23 日星期二完成英国数字切换。
2002 年，BBC停止在数字卫星 Sky Digital 服务上广播 Ceefax，但后来恢复了一项有限的服务，包括 BBC One 和 BBC Two 的电视节目表;和字幕。
BBC 已尝试在 Freeview 和数字卫星 BBC Red Button Ceefax 替换服务上尽可能重复使用旧的 Ceefax 页码。